# Балдево
Ба́лдево (болг. Балдево) — село в Благоєвградській області Болгарії. Входить до складу громади Гирмен.

## Населення
За даними перепису населення 2011 року у селі проживали 188 осіб, усі — болгари.
Розподіл населення за віком у 2011 році:
Динаміка населення: